# カルロス・ホセ・セペダ・モヤ
カルロス・ホセ・セペダ・モヤ（スペイン語: Carlos José Cepeda Moya）は、ドミニカ共和国の政治家、外交官。エルマナス・ミラバル州出身。共和国議会副議長やエルマナス・ミラバル州知事を経て、2007年から2020年にかけて在東京総領事を務めた。

## 学歴
セペダは、エルマナス・ミラバル州ビジャ・タピアのフェデリコ・アウグスト・ゴンサレス学校（スペイン語: Escuela Federico Augusto González）で初等教育を、同じくビジャ・タピアのハイメ・モリナ・モタ学校（スペイン語: Liceo Jaime Molina Mota）で中等教育を修めた。
サンティアゴ州サンティアゴ・デ・ロス・カバリェロスの農業高等研究所（ISA）で農学を専攻し、卒業後はドゥアルテ州サン・フランシスコ・デ・マコリスのノルデスタナ・カトリック大学（UCNE）で経営学を修めた。また、ドミニカ共和国防衛省防衛・国家安全保障高等研究所（IAEDESEN）の第三課程を履修。

## 経歴
1994年から1998年までの第一期4年間、および1998年から2002年までの第二期4年間、サルセド州（現・エルマナス・ミラバル州）選出の共和国議会副議長を務めた。
2004年から2006年にかけて、エルマナス・ミラバル州知事。
2007年、レオネル・フェルナンデス大統領より在東京総領事を拝命。2020年11月2日、ルイス・アビナデル大統領が次期在東京総領事を任命したことにより、セペダは在東京総領事としての任を解かれた。

## 在東京総領事として
2007年、在東京総領事を拝命。東京では毎年2月27日頃に大使館主催のドミニカ共和国独立記念日レセプションや総領事館主催のドミニカ共和国独立記念パーティーが開催されており、2018年2月の独立記念パーティーでは、セペダ総領事がドミニカ独立戦争を指導した建国の父フアン・パブロ・ドゥアルテの功績や遺徳を偲んだ後、遠路はるばる東京に集まった在日ドミニカ共和国人をかつてドゥアルテの下に参集して独立のため殉国した若者たちに重ねながら、「あなたがたのようなドミニカ人がいる限り、私たちの祖国で独立、主権、自由が滅びることはないでしょう」と讃えた。
2014年10月9日、セペダ総領事は東京都島嶼部三宅村の三宅村立三宅小学校を訪問し、通訳を挟みながら同校の小学生にドミニカ共和国の歴史や文化、経済、食べ物などを紹介した。
また、セペダの在東京総領事としての活動は東京都内だけに止まらず、2017年2月22日には、日本で最も多くのドミニカ共和国人が暮らす神奈川県愛川町をエクトル・パウリーノ・ドミンゲス・ロドリゲス大使と共に訪問し、小野澤町長との懇談や宮ヶ瀬ダムの視察などを行っている。
2020年11月2日、政令599-20号に基いてルイス・アビナデル大統領がベッセイラ・テレサ・カブレラ・ラフルを在東京総領事に任命したことにより、セペダの13年にわたる在東京総領事としての任務が完了した。